# Lucio Cornelio Léntulo (cónsul 38 a. C.)
Lucio Cornelio Léntulo (en latín, Lucius Cornelius L. f. Lentulus) fue un político y militar romano de la república tardía. Cónsul suffectus en el 38 a. C. junto a Lucio Marcio Filipo. Posiblemente pretor en el año 44 a. C.
En este año, los cónsules fueron los primeros que dispusieron de dos cuestores cada uno y fueron designados sesenta y siete pretores, uno tras otro, y todos desempeñaron sus cargos, cifra inédita pues bajo César solo eran electos catorce pretores.
Para finales del año 33 a. C., un número de treinta y ocho consulares habían sido nombrados, de los cuales los hombres nuevos superan con creces en número a los de la antigua nobleza republicana. De esos consulares se pueden distinguir un solo Claudio, un Emilio, ningún Fabio y, como mucho, dos Cornelios, quizás uno sólo (Publio Cornelio Dolabela, cónsul suffectus del 35 a. C. y este Lucio Cornelio).